# Samtidspartiet
Samtidspartiet är ett norskt politisk parti. Partiet grundades 2009 som Independent Labour Party men fick byta namn för att inte förväxlas med Arbeiderpartiet. Partiet ställer upp i Stortingsvalet 2009.